# Christiaan Huygens College
Het Christiaan Huygens College is een Christelijke scholengemeenschap van drie voormalige zelfstandige scholen voor voortgezet onderwijs in Eindhoven. Het college valt juridisch onder de Stichting Eindhovens Christelijk Voortgezet Onderwijs, SECVO. De scholengemeenschap begon met een HBS als hoofdvestiging, het huidige Huygens Lyceum. In 1994 kwam de voormalige huishoudschool Anna Henriëtte en de voormalige MAVO De Boeg er bij als tweede en derde vestiging en werd de overkoepelende naam het Christiaan Huygens College.

## Geschiedenis

### Huygens Lyceum
In 1952 werd de stichting ECVO (Eindhovens Christelijk Voortgezet Onderwijs) opgericht, waarin de meeste protestantse kerken vertegenwoordigd waren, en in 1955 startte men met een HBS aan de Beemdstraat  met 55 leerlingen. Het noodgebouw aan de Beemdstraat werd in gebruik genomen door de 1e Christelijke MAVO. In 1956 werd deze school rijksgesubsidieerd. Weldra kwam er ook een gymnasium bij. De school heette aanvankelijk Protestants Lyceum Eindhoven (PLE), zoals het gemeentelijke lyceum GLE heette, maar de afkorting leidde tot enige hilariteit en al snel werd de naam veranderd in  Eindhovens Protestants Lyceum (EPL). In 1968, met de invoering van de Mammoetwet werd het instituut een lyceum met havo-afdeling. In 1968 werd de nieuwbouw aan de Rachmaninowlaan in gebruik genomen. In 1994 werd het EPL een onderdeel van het Christiaan Huygens College en vanaf 2016 werd de naam hiervan Huygens Lyceum. Het lyceum was sinds 2017 tijdelijk gevestigd aan de Von Flotowlaan 1, het voormalige gebouw van het Sint-Lucas. Eind 2020 telde de school 1050 leerlingen. Omdat de school te weinig plek had waren er nieuwbouwplannen op de oude locatie. Deze liepen echter achterstand op doordat een beschermde soort vleermuizen zich in het gebouw had gevestigd. De verwachting was dat de nieuwbouw klaar zou zijn in 2019, maar de school trok in het nieuwe gebouw aan het begin van het schooljaar 2022/2023, hoewel het pand nog niet compleet af was. De officiële opening van het nieuwe schoolgebouw was op 31 maart 2023, hoewel er festiviteiten waren voor de leerlingen op 30 maart, waar de school met de organisatie Young Impact werkte. Op die dag trad ook rapper Architrackz op voor de leerlingen. Het voormalige gebouw van het Sint-Lucas wordt nu tijdelijk gebruikt door het Van Maerlantlyceum.

### Olympia VMBO
Een tweede vestiging is de voormalige Huishoudschool Anna Henriëtte, opgericht in 1954 en vernoemd naar de stichter die getrouwd was met Anton Philips aan de Jan Luikenstraat. Later werd dit een LHNO-school. In 1994 kwam deze, samen met Mavo de Hoogbeemt (locatie Strausslaan) en LEAO Han Koning, in een nieuw pand aan de Strausslaan, waarop het geheel verder ging als VMBO-school en werd een onderdeel van het Christiaan Huygens College. In 2010 verhuisde deze naar een nieuw gebouw aan de Botenlaan 38 en kreeg de naam: Olympia VMBO.

### Frits Philips lyceum-mavo
Een derde vestiging is de locatie Broodberglaan, waar in 1994 een school ontstond waarin de mavo De Boeg en een dependance van het bovengenoemde EPL samen gingen als onderdeel van het Christiaan Huygens College. Hier werd mavo en havo-onderwijs verzorgd en een onderbouw voor vwo. Vanwege krimp van het aantal leerlingen werd het (katholieke) Lyceum Bisschop Bekkers (voorheen ressorterend onder OMO) overgedragen aan ECVO. In 2016 kwamen deze scholen bij elkaar in een nieuw pand aan de Avignonlaan 1, onder de naam Frits Philips lyceum-mavo. Deze, naar Frits Philips genoemde, school is algemeen christelijk van signatuur want het is een fusie tussen een protestantse en een van oorsprong katholieke school.